# Ana Brnabić
Ana Brnabić (serbi: Ана Брнабић)  (Belgrad, 28 de setembre de 1975) és una política sèrbia que va ocupar el càrrec de primera ministra del país des de 2017 fins al 20 de març de 2024.
Formada als Estats Units d'Amèrica i al Regne Unit, va tornar a Sèrbia el 2002 i va treballar en la promoció de l'energia renovable. El 2016 va ser nomenada ministra d'Administracions Públiques i Assumptes Locals per Aleksandar Vučić.
Sense afiliació partidista, va ser elegida el 2017 presidenta del govern per Vučić, nou president de la República. És la primera dona i la primera persona obertament homosexual que ocupa el càrrec de presidenta del govern de Sèrbia i la cinquena persona obertament homosexual del món que presideix un govern estatal, després de Jóhanna Sigurðardóttir, Elio Di Rupo, Xavier Bettel i Leo Varadkar.

## Biografia

### Estudis
En finalitzar l'Educació secundària el 1994, va abandonar Iugoslàvia per estudiar als Estats Units. Inscrita a la Universitat de Northwood, a l'estat de Míchigan, va seguir un curs en administració que va acabar el 1998. Va completar el diploma amb un mestratge de la Universitat de Hull, al Regne Unit.

### Trajectòria professional
Va tornar a Sèrbia el 2002. A l'inici va treballar com a relacions públiques per al programa de desenvolupament agrícola i després, el 2011, va treballar al programa Continental Wind Sèrbia, que promovia el recurs a les energies renovables. Dos anys més tard en va assumir la direcció.

### Ministra
L'11 d'agost de 2016 va ser nomenada ministra d'Administracions Públiques i d'Assumptes Locals del nou govern format per Aleksandar Vučić després de les eleccions anticipades de 2016.
Atès que assumeix obertament ser lesbiana en un país on el 80 % de la població es declara cristiana ortodoxa i on les marxes de l'orgull gai són objecte de violències i fins i tot anul·lades, el nomenament va ser percebut per les ONG com un moment històric. Vučić va declarar sobre aquest tema "les seves orientacions personals no m'interessen, només el resultat de la seva feina compta".

### Primer ministre de Sèrbia
El 15 de juny de 2017, Ana Brnabić va ser proposada a l'Assemblea Nacional de Sèrbia per assumir la presidència del govern per Aleksandar Vučić, president de la República escollit a les eleccions presidencials sèrbies de 2017, que va guanyar la coalició liderada pel Partit Progressista Serbi (SNS). Brnabić és la primera dona i la primera persona obertament homosexual triada per exercir aquest càrrec a Sèrbia. Va assumir el càrrec que ocupa des del 29 de juny de 2017. Mentre que el seu cap d'estat afirma 
| « | té les qualitats personals i professionals per exercir les seves funcions | » |

 ella declara 
| « | servir el meu país és per a mi un gran honor. Treballaré de manera responsable amb amor i honestedat | » |

 Precisant que no és activista LGBT, creu que la situació dels homosexuals millora "lentament" a Sèrbia però que l'homofòbia continua sent un problema. Explica no comprendre 
| « | per què (la seva) orientació sexual és important | » |

 i que jutja que "el que és important, és la capacitat professional per complir un treball honest, estimar la seva pàtria i treballar en interès del seu país".
Presentada com a favorable a la integració europea, s'encarrega principalment d'engegar les reformes econòmiques mentre que Vučić continua liderant la política estrangera i interior, de manera que permet mantenir el poder amb signes d'obertura.
El SNS va guanyar les eleccions generals sèrbies de 2020 per majoria absoluta, boicotejades per l'oposició, i Brnabić va renovar com a primera ministra. Durant el 2021 i principis del 2022 es van celebrar protestes ecologistes al país, que van arribar al seu punt àlgid el novembre i el desembre del 2021, i el president Vučić va dissoldre el govern per convocar les eleccions generals sèrbies de 2022, que va guanyar de nou el seu partit, i el renovat Vučić va mantenir Brnabić com a primera ministra. L'estiu de 2022 va esclatar la crisi de Kosovo del Nord i l'oposició, unida en la coalició de nou partits Serbia Contra la Violència (Srbija Protiv Nasilja, o SPN) va sol·licitar formalment al president Vučić en setembre de 2023 la convocatòria de noves eleccions després de manifestar-se durant mesos contra el govern pel tiroteig a l'escola primària Vladislav Ribnikar de Belgrad i el tiroteig de Mladenovac i Smederevo Mladenovac, i Vučić va dissoldre el govern, i es van celebrar eleccions legislatives sèrbies de 2023 el 17 de desembre.

### Després de primera ministra
Les eleccions legislatives sèrbies de 2023 foren guanyades de nou per la coalició liderada pel Partit Progressista Serbi (SNS), sent nomenat Miloš Vučević nou primer ministre de Sèrbia, i Brnabić fou nomenada presidenta de Assemblea Nacional de Sèrbia.